# Spheniscidae
Gli sfeniscidi (Spheniscidae Bonaparte, 1831) sono una famiglia di uccelli comunemente noti come pinguini e l'unica famiglia dell'ordine Sphenisciformes: sono gli uccelli più acquatici in assoluto e il loro gruppo si è evoluto a partire da uccelli volatori. Sono animali molto specializzati e sociali, hanno una forma idrodinamica e ali trasformate in pinne che li rendono perfetti nuotatori.

## Etimologia
Il nome pinguino identificava l'alca impenne (Pinguinus impennis), una specie di uccello che popolava l'Oceano Atlantico settentrionale, estinta nel 1844 a causa di una caccia incontrollata per ottenerne il grasso, ed è di etimo incerto. L'ipotesi più realistica lo fa risalire, attraverso il francese pingouin e l'inglese penguin (o il neerlandese pinguin), al bretone penngwen ("testa bianca"). Altre ipotesi, meno accreditate, la fanno derivare dallo spagnolo pingüe, cioè "grasso" o direttamente da pinguis che in latino significa "grasso".

## Descrizione
Hanno una testa piccola e arrotondata munita di becco. Sono dotati di ali trasformate in pinne. Il piumaggio è molto folto ed è impermeabile. Contrariamente alla classe dei volatili a cui appartengono, non hanno ossa cave (pneumatiche).

## Biologia
Tutte le specie di pinguini sono inadatte al volo, ma sono eccellenti nuotatori, in grado di restare sott'acqua in apnea per 30 minuti. Come tutti gli uccelli, il pinguino è un animale omeotermo. I pinguini hanno un corpo tozzo e avvolto da uno spesso strato di grasso, che funge da riserva di cibo e come protezione dal freddo polare.

### Movimenti nell'acqua

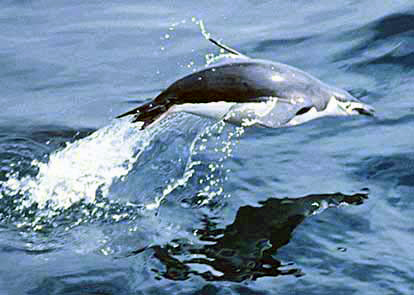
Nuoto a "focena" (Pygoscelis antarctica)

Gli Spheniscidae possono muoversi nell'acqua in tre differenti modi
- nuoto in superficie
- volo subacqueo
- nuoto a focena

### Movimenti sulla terra
Camminano lentamente dondolandosi. Questi animali hanno un'andatura molto dinoccolata e solo sulle discese ghiacciate raggiungono notevoli velocità, lanciandosi in lunghe scivolate sulla pancia. Con quell'andatura sembrano docili, ma possono essere molto aggressivi. Per difendere il compagno o i propri piccoli possono colpire con beccate molto forti.

### Alimentazione
Si nutrono di pesci, crostacei e piccoli molluschi.

### Riproduzione

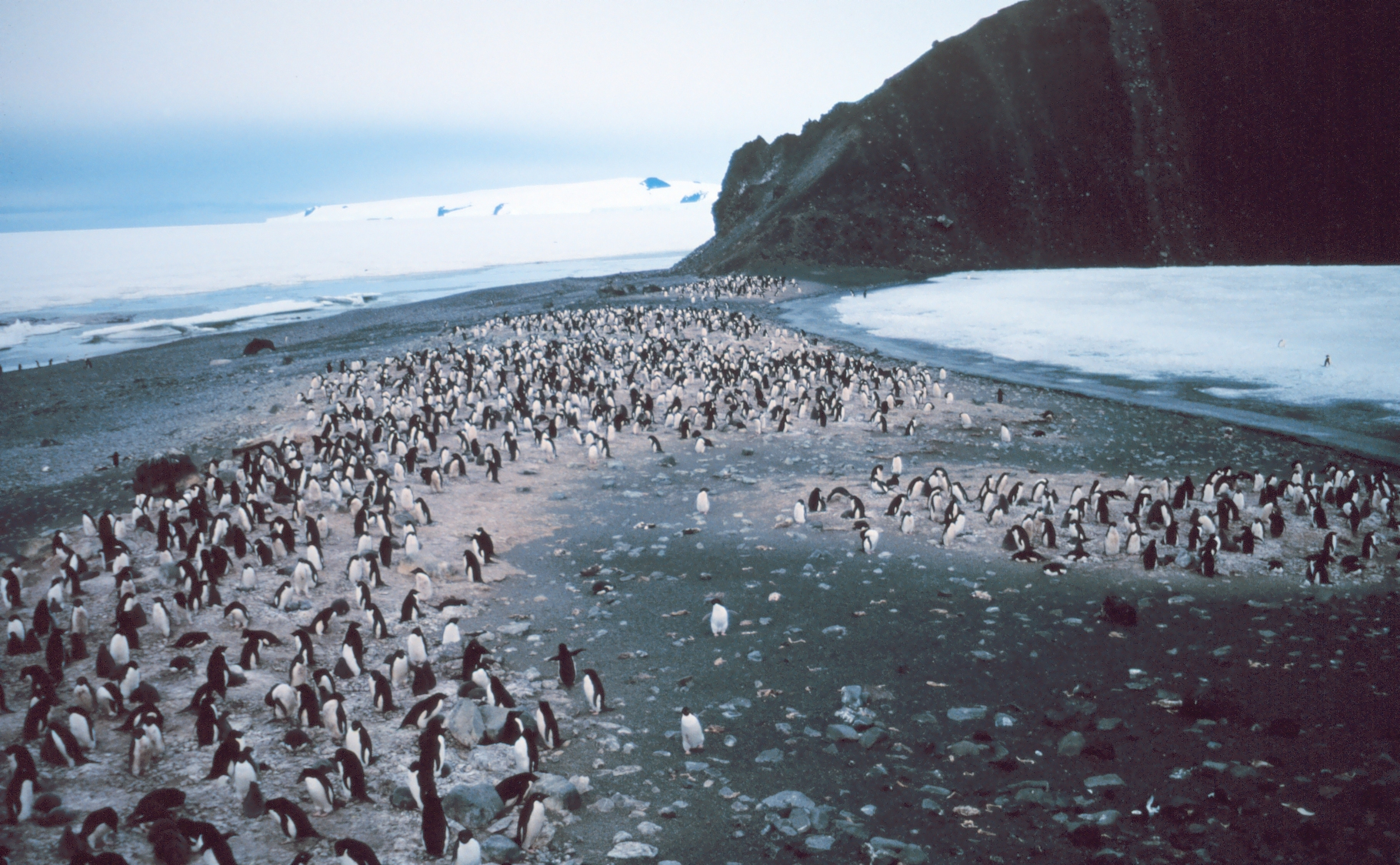
Colonia di Pygoscelis adeliae

Ovipari, i pinguini nidificano in colonie, dove ritornano (con l'eccezione di tre specie il pinguino del Capo, il pinguino Papua ed il pinguino delle Galapagos) dopo una stagione passata esclusivamente in mare a pescare. La maggior parte dei pinguini inizia a nidificare a marzo-aprile, con l'arrivo dell'inverno polare. Alcune specie costruiscono dei nidi rudimentali, fatti con pietre e piume.

### Principali predatori

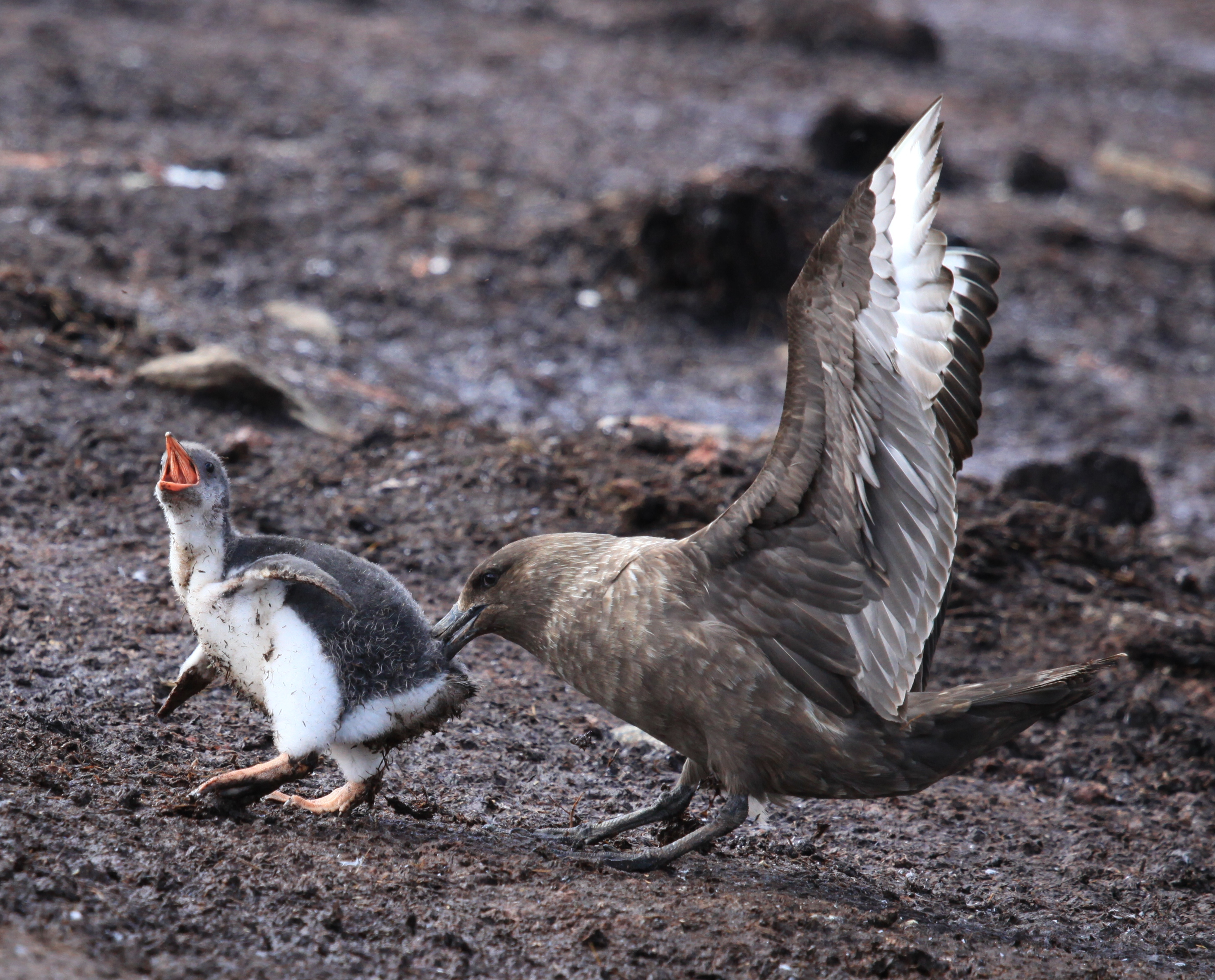
Giovane pinguino Papua attaccato da uno stercorario antartico.

Tra i principali predatori dei pinguini sulla superficie terrestre ci sono: la procellaria gigante, uccello molto aggressivo, gli stercorari (Stercorarius), le ossifraghe (Macronectes), i chionidi (Chionidae), i gabbiani (Larus) e la weka (Gallirallus australis). Questi predatori si nutrono principalmente dei piccoli e delle uova. Per proteggere i propri piccoli, i pinguini stanno costantemente vicini a loro e alcune specie hanno trovato una soluzione efficace: nidificare insieme ad altri animali.

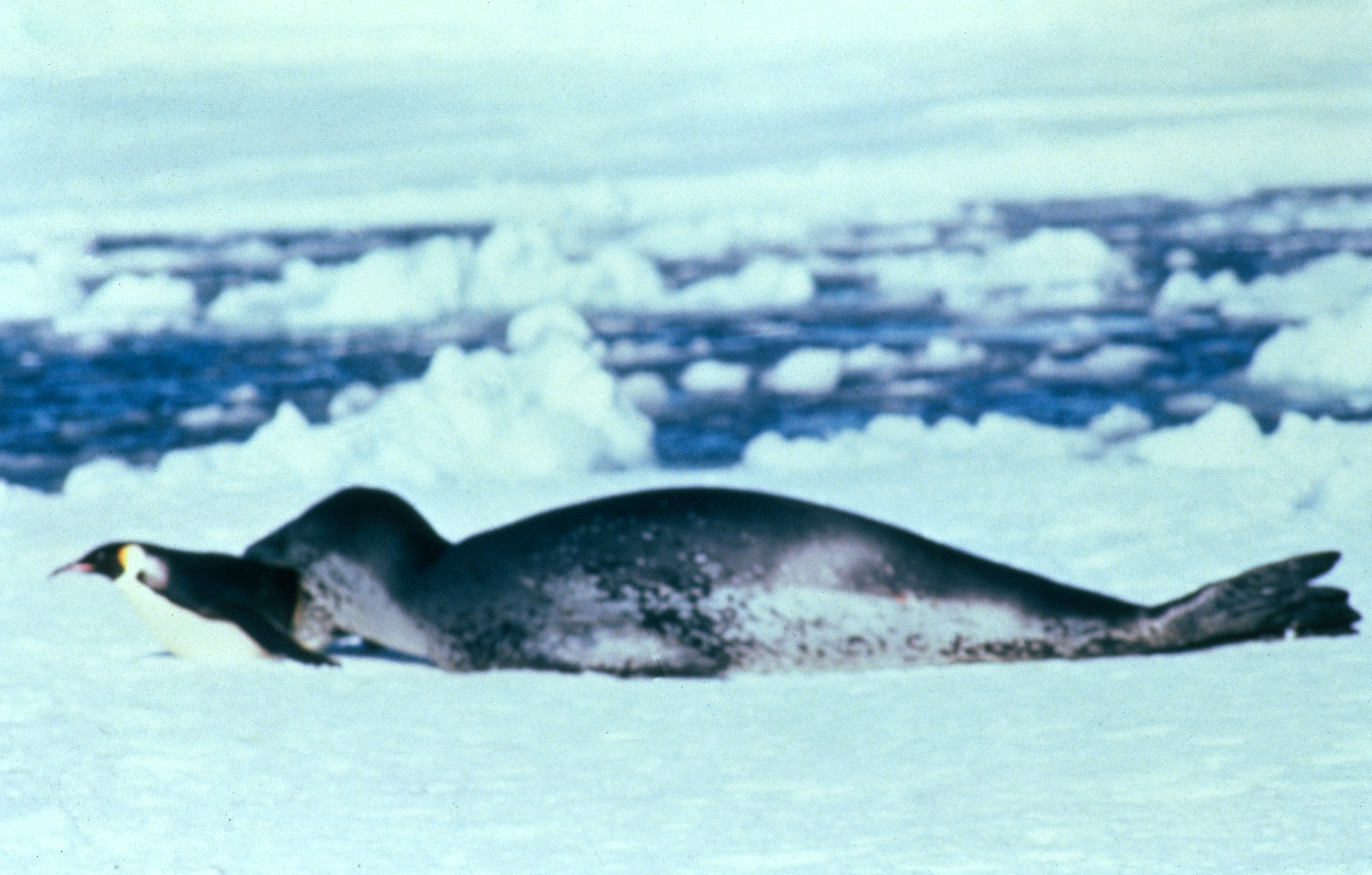
Pinguino imperatore attaccato da una foca leopardo.

Ad esempio, alcune specie, come il pinguino crestato, nidificano insieme agli albatros, uccelli pacifici che, con un'apertura alare di 3 m, sono abbastanza grandi da tenere alla larga eventuali predatori. Un altro modo, attuato da tutte le specie, è quello dello scambio di turni di pesca tra i genitori: un genitore si occupa della pesca per procurare cibo ai piccoli e uno si occupa di badare ai pulcini. Al ritorno dalla pesca, i genitori si scambiano i ruoli e così via. I suoi principali predatori in mare sono: la foca leopardo   (Hydrurga leptonyx),    l'orca  (Orcinus orca) , il leone marino (Otariidae spp.), l'otaria e l'elefante marino del Sud (Mirounga leonina).

## Tassonomia
Il Congresso Ornitologico Internazionale (2018) riconosce le seguenti 18 specie:
- Genere Aptenodytes (Antartide e alcuni arcipelaghi dell'emisfero meridionale)
  - Aptenodytes forsteri G.R.Gray, 1844 - pinguino imperatore
  - Aptenodytes patagonicus J.F.Miller, 1778 - pinguino reale
- Genere Pygoscelis (Antartide e alcuni arcipelaghi dell'emisfero meridionale)
  - Pygoscelis papua (J.R.Forster, 1781) - pigoscelide comune o pinguino papua
  - Pygoscelis adeliae (Hombron & Jacquinot, 1841) - pigoscelide di Adelia
  - Pygoscelis antarcticus (J.R.Forster, 1781) - pigoscelide antartico
- Genere Eudyptes (Australia, Nuova Zelanda, Sudamerica, Sudafrica e diverse isole vicine)
  - Eudyptes pachyrhynchus G.R.Gray, 1845 - eudipte beccogrosso
  - Eudyptes robustus Oliver, 1953 - eudipte di Snares Island
  - Eudyptes sclateri Buller, 1888 - pinguino crestato maggiore
  - Eudyptes chrysocome (J.R.Forster, 1781) - pinguino saltarocce
  - Eudyptes moseleyi Mathews & Iredale, 1921 - eudipte di Moseley
  - Eudyptes schlegeli Finsch, 1876 - eudipte della Nuova Zelanda
  - Eudyptes chrysolophus (Brandt, 1837) - eudipte ciuffodorato
- Genere Megadyptes (Nuova Zelanda e alcune isole circostanti)
  - Megadyptes antipodes (Hombron & Jacquinot, 1841) - pinguino degli antipodi o pinguino occhigialli
- Genere Eudyptula (Australia, Nuova Zelanda e adiacenze)
  - Eudyptula minor (J.R.Forster, 1781) - pinguino minore blu
- Genere Spheniscus (Africa australe, Sudamerica)
  - Spheniscus demersus (Linnaeus, 1758) - pinguino africano
  - Spheniscus magellanicus (J.R.Forster, 1781) - pinguino di Magellano
  - Spheniscus humboldti Meyen, 1834 - pinguino di Humboldt
  - Spheniscus mendiculus Sundevall, 1871 - pinguino delle Galapagos

### Generi e specie fossili
- Taxa basali o non assegnati (taxa fossili):
  - † Anthropodyptes (Ameghino, 1905) - Dall'Eocene superiore/Oligocene inferiore di San Julian, al Miocene inferiore della Patagonia, Argentina; 
    - † Anthropodyptes gilli (Simpson, 1959) - Miocene medio dell'Australia;[5]

  - † Aprosdokitos (Hospitaleche, Reguero & Santillana, 2017);
  - † Crossvallia (Tambussi et al., 2005) - Paleocene superiore dell'Isola di Seymour, Antartide;
  - † Ichthyopteryx (Wiman, 1905);
  - † Inguza (Simpson, 1975) - Pliocene superiore del Sudafrica;[6][7]
  - † Kaiika (Fordyce & Tomas, 2011) - Eocene inferiore della Nuova Zelanda;
  - † Korora (Marples, 1952) - Oligocene superiore/Miocene inferiore della Nuova Zelanda;[8]
  - † Nucleornis (Simpson, 1979) - Pliocene inferiore di Duinfontain, Sudafrica;[9]
  - † Orthopteryx (Wiman, 1905);
  - † Palaeoapterodytes (Ameghino, 1891) - Oligocene superiore/Miocene inferiore dell'Argentina;
  - † Pseudaptenodytes (Simpson, 1970) - Miocene superiore/Pliocene inferiore di Victoria, Australia;[10]
    - † Pseudaptenodytes macraei (Simpson, 1970);
    - † Pseudaptenodytes minor?;

  - † Tasidyptes (Van Tets & O'Connor, 1983) [nomen dubium] - Olocene di Hunter Island, Australia;
  - † Tereingaornis (Scarlett, 1983) - Pliocene medio della Nuova Zelanda;
  - † Tonniornis (Tambussi et al., 2006) - Eocene superiore?/Oligocene inferiore di Seymour Island, Antartide;[11]
  - † Wimanornis (Simpson, 1971) - Eocene superiore?/Oligocene inferiore di Seymour Island, Antartide;[12]

- Famiglia Spheniscidae

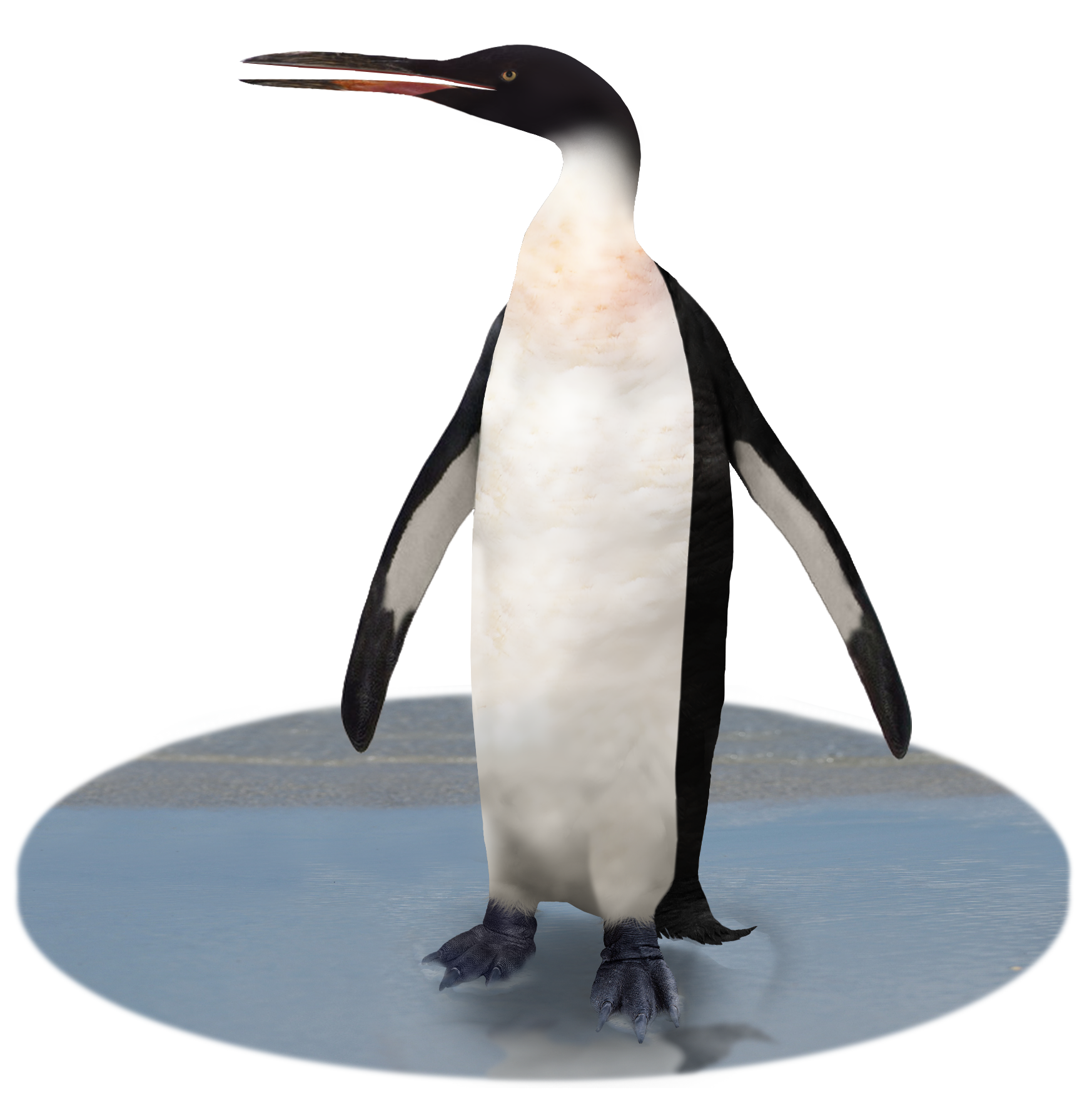
Kairuku

  - † Aptenodytes ridgeni Simpson, 1972 (Simpson, 1972) - pinguino di Ridgen[13]
  - † Pygoscelis tyreei Simpson, 1972 - pinguino di Tyree[13]
  - † Pygoscelis grandis Simpson, 1972 - pigoscelide grande[14]
  - † Eudyptes chathamensis - eudipte di Chatham
  - † Megadyptes waitaha (Boessenkool et al., 2009) - pinguino Waitaha
  - † Waimanu (Jones, Ando & Fordyce, 2006) - Paleocene medio/superiore della Nuova Zelanda;[15]
  - † Kumimanu (Mayr, 2017) - Paleocene superiore di Otago, Nuova Zelanda;
  - † Delphinornis (Wiman, 1905) - Eocene superiore?/Oligocene inferiore di Seymour Island, Antartide;
  - † Marambiornis (Myrcha et al., 2002) - Eocene superiore?/Oligocene inferiore di Seymour Island, Antartide;[16]
  - † Mesetaornis (Myrcha et al., 2002) - Eocene superiore?/Oligocene inferiore di Seymour Island, Antartide;[17]
  - † Perudyptes (Clarke, et al., 2007) - Eocene medio del deserto di Atacama, Perù;[18]
  - † Anthropornis (Wiman, 1905) - Eocene medio?/Oligocene inferiore di Seymour Island, Antartide;
  - † Palaeeudyptes (Huxley, 1859) - Eocene medio-superiore/Oligocene superiore di Seymour Island, Antartide e Nuova Zelanda;[19]
    - † Palaeeudyptes antarcticus (Huxley, 1859);
    - † Palaeeudyptes gunnari (Wiman, 1905);
    - † Palaeeudyptes klekowskii (Myrcha, Tatur & del Valle, 1990);
    - † Palaeeudyptes marplesi (Brodkorb, 1963);

  - † Icadyptes (Clarke et al., 2007) - Eocene superiore del deserto di Atacama, Perù;Clarke, 2007 †[18]
  - † Pachydyptes (Oliver, 1930) - Eocene superiore di Otago, Nuova Zelanda;[20]
  - † Inkayacu (Clarke et al., 2010) - Eocene superiore del Perù;
  - † Kairuku (Ksepka et al., 2012) - Oligocene superiore dell'Isola del Sud, Nuova Zelanda;
    - † Kairuku waitaki (Ksepka, Fordyce, Ando & Jones, 2012);
    - † Kairuku grebneffi (Ksepka, Fordyce, Ando & Jones, 2012);

  - † Paraptenodytes (Ameghino, 1891) - Miocene superiore/Pliocene inferiore della Patagonia, Argentina;[19]
  - † Archaeospheniscus (Marples, 1952) - Eocene medio-superiore/Oligocene inferiore in Antartide e Nuova Zelanda; 
    - † Archaeospheniscus lopdelli (Marples, 1952);
    - † Archaeospheniscus lowei (Marples, 1952);
    - † Archaeospheniscus wimani (Marples, 1953);

  - † Duntroonornis (Marples, 1953) - Oligocene superiore di Otago, Nuova Zelanda;
  - † Platydyptes (Marples, 1952) - Oligocene superiore della Nuova Zelanda;
  - † Dege (Simpson, 1979) - Pliocene inferiore del Sudafrica – possibile Spheniscinae;[21]
  - † Marplesornis (Simpson, 1972) - Pliocene inferiore Isola del Sud, Nuova Zelanda;[22]
  - Sottofamiglia Palaeospheniscinae
    - † Eretiscus (Olson, 1986) - Miocene inferiore della Patagonia, Argentina;[23]
    - † Palaeospheniscus (Moreno & Mercerat, 1891) -Miocene inferiore?-superiore/Pliocene inferiore dell'Argentina – include il genere Chubutodyptes;
      - † Palaeospheniscus patagonicus (Moreno & Mercerat, 1891)
      - † Palaeospheniscus bergi (Moreno & Mercerat, 1891)
      - † Palaeospheniscus biloculatus (Simpson, 1970)
      - † Palaeospheniscus gracilis (Ameghino, 1899) ?;
      - † Palaeospheniscus wimani (Ameghino, 1905) ?;

  - Sottofamiglia Spheniscinae
    -       - † Spheniscidae gen. et sp. indet. CADIC P 21 - Eocene medio di Punta Torcida, Argentina;
      - † Spheniscidae gen. et sp. indet. - Oligocene superiore/Miocene inferiore di Hakataramea, Nuova Zelanda;
      - † Madrynornis (Acosta Hospitaleche et al., 2007) - Miocene superiore dell'Argentina;

## Distribuzione e habitat
Delle 18 specie esistenti, ben 12 vivono esclusivamente in Antartide e nelle circostanti acque dell'oceano Antartico, spingendosi sino alle coste meridionali di tollo; le 4 specie del genere Spheniscus sono distribuite nell'Africa australe e Sud America; Eudyptula minor si trova in Australia e Nuova Zelanda mentre Megadyptes antipodes è un endemismo della Nuova Zelanda.

## Nella cultura di massa

Tux, mascotte di Linux

Il pinguino è utilizzato come mascotte o simbolo di attività sportive, politiche e industriali, come ad esempio:
- Penguin Books è il nome di una famosa casa editrice britannica.
- La mascotte del kernel Linux, chiamata Tux.
- È il logo della Original Penguin, azienda di abbigliamento americana.
- Sono stati girati molti film sui pinguini fra cui: Hubie all'inseguimento della pietra verde, Pinguini alla riscossa, La marcia dei pinguini, Happy Feet, Surf's Up - I re delle onde e I pinguini di Mr. Popper. I pinguini sono i protagonisti della serie animata I pinguini di Madagascar e dell'omonimo film.
- Pengo è un videogioco della SEGA con protagonista un pinguino.
- Pingu è una serie eseguita in stop-motion con figure di plastilina, ideato in Svizzera da Otmar Gutmann, che vede come protagonisti dei pinguini.
- Nella serie Atypical vengono fatti molti riferimenti ai pinguini.
- King Dedede, lo storico rivale di Kirby nell'omonima serie, è un pinguino, nonostante non sembri rispettare la biologia della sua specie in quasi nessun aspetto.
- Penta Pinguino è il nome di un personaggio della celebre serie videoludica di Crash Bandicoot
- I Pokémon Piplup, le sue evoluzioni ed Eiscue sono basati su diverse specie di pinguino.
- Chiaro il riferimento allo sfeniscide nel nome d'arte di Oswald Chesterfield Cobblepot, Pinguino, personaggio della DC Comics e tra i principali nemici di Batman.